# Twilight (colonna sonora)
La colonna sonora del film Twilight si compone di due diversi CD, uno contenente le canzoni, Twilight: Original Motion Picture Soundtrack e l'altra orchestrale Twilight: The score.

## Twilight: Original Motion Picture Soundtrack
Twilight: Original Motion Picture Soundtrack è la colonna sonora ufficiale del film del 2008 Twilight.
L'album fu reso disponibile il 3 novembre 2008 nell'iTunes Store mondiale per la Chop Shop Records in congiunzione con la Atlantic Records. L'album debuttò alla prima posizione nella Billboard 200, avendo venduto 165 000 copie nella prima settimana dalla pubblicazione, di cui il 29% fu scaricato digitalmente.

### Il disco
Catherine Hardwicke rivelò in un'intervista di MTV che Supermassive Black Hole della band alternativa Muse sarebbe stata inclusa nella colonna sonora del film. Affermò inoltre che sarebbero state incluse anche due canzoni scritte e cantate da Robert Pattinson, due canzoni dei Paramore, con la nuova Decode, che si rivelerà il singolo trainante', e I Caught Myself, l'esordio dei Mute Math, ed una nuova di Perry Farrell. Flightless Bird, American Mouth" degli Iron & Wine fu scelta da Kristen Stewart, interprete di Bella Swan. Assente dal disco è 15 Step dei Radiohead, presente nei titoli di coda.
Il booklet contiene dei poster di Twilight. Nei dischi acquistati nei negozi della Borders Group, è in omaggio una versione acustica dei Paramore di Decode.

### Tracce
1. Supermassive Black Hole (Muse) - 3:31
2. Decode (Paramore) - 4:22
3. Full Moon (The Black Ghosts) - 3:51
4. Leave Out All the Rest (Linkin Park) - 3:20
5. Spotlight (Twilight Mix) (Mute Math) - 3:20
6. Go All the Way (Into the Twilight) (Perry Farrell) - 3:26
7. Tremble for My Beloved (Collective Soul) - 3:53
8. I Caught Myself (Paramore) - 3:55
9. Eyes on Fire (Blue Foundation) - 5:01
10. Never Think (Robert Pattinson) - 4:29
11. Flightless Bird, American Mouth (Iron & Wine) - 4:00
12. Bella's Lullaby (Carter Burwell) - 2:19

iTunes bonus track version
La versione digitale dell'album, disponibile su iTunes, include un digital booklet con screenshot dal film e tre tracce bonus:
1. Let Me Sign (Robert Pattinson) - 2:18
2. La traviata - 3:05 (composta da Giuseppe Verdi, eseguita dalla The Royal Philharmonic Orchestra)
3. Clair de Lune - 5:58 (composta da Claude Debussy, eseguita dalla APM Orchestra)

### Singoli
- Decode - Paramore (1º ottobre 2008)[11][12]
- Go All the Way (Into the Twilight) - Perry Farrell (23 ottobre 2008)[13][14]

### Chart
| Chart                                 | Peak position |
| ------------------------------------- | ------------- |
| U.S. Billboard 200                    | 1             |
| U.S. Billboard Top Rock Albums        | 1             |
| Canadian Albums Chart                 | 4             |
| Australian ARIA Albums Chart          | 16            |
| Australian ARIA Physical Albums Chart | 17            |

## Twilight: The score
Twilight: The score fu pubblicato solo digitalmente nel 25 novembre 2008, mentre il CD fu pubblicato nei negozi il 9 dicembre 2008.
Carter Burwell compose la colonna sonora orchestrale per Twilight in circa 9 settimane, e fu registrata in 2 settimane a fine settembre 2008, con l'orchestra scelta dalla supervisore Alexandra Patsavas.

### Tracce
1. How I Would Die - 2:53
2. Who Are They? - 3:26
3. Treaty - 1:59
4. Phascination Phase - 2:04
5. Humans Are Predators Too - 2:04
6. I Dreamt of Edward - 1:06
7. I Know What You Are - 2:37
8. The Most Dangerous Predator - 2:22
9. The Skin of a Killer - 2:58
10. The Lion Fell in Love with the Lamb - 3:10
11. Complications - 1:11
12. Dinner With His Family - 0:38
13. I Would Be the Meal - 1:24
14. Bella's Lullaby - 2:19
15. Nomads - 3:51
16. Stuck Here Like Mom - 1:40
17. Bella Is Part of the Family - 1:24
18. Tracking - 2:19
19. In Place of Someone You Love - 1:45
20. Showdown in the Ballet Studio - 4:50
21. Edward at Her Bed - 1:05